# Resolutie 973 Veiligheidsraad Verenigde Naties
Resolutie 973 van de Veiligheidsraad van de Verenigde Naties werd op 13 januari 1995 unaniem aangenomen.

## Achtergrond
Begin jaren 70 was het tot een conflict gekomen tussen Spanje, Marokko, Mauritanië en de Westelijke
Sahara zelf over de Westelijke Sahara dat tot dan in Spaanse handen was. Marokko legitimeerde zijn aanspraak op
basis van historische banden met het gebied. Nadat Spanje het gebied had opgegeven, bezette Marokko er twee derde van. Het
land was nog steeds in conflict met Polisario dat met steun van Algerije de onafhankelijkheid
bleef nastreven. 
Begin jaren 90 kwam er een plan op tafel om de bevolking van de Westelijke Sahara
via een volksraadpleging zelf te laten beslissen over de toekomst van het land. Het was de taak van de VN-missie
MINURSO om dat referendum
op poten te zetten. Het plan strandde later echter door aanhoudende onenigheid tussen de beide partijen, waardoor
ook de missie nog steeds ter plaatse bleef.

## Inhoud

### Waarnemingen
Secretaris-generaal Boutros Boutros-Ghali had eind november 1995 de
Westelijke Sahara bezocht. Er was een volksraadpleging gepland voor de toekomst van die regio.
De secretaris-generaal vond dat de MINURSO-missie,
die instond voor de organisatie ervan, meer personeel nodig had voor de kiezersregistratie. Ook had het plan
vertraging opgelopen.

### Handelingen
Doch moest de volksraadpleging zoals gepland doorgaan. De Veiligheidsraad keurde de uitbreiding van MINURSO
zoals die door de secretaris-generaal werd voorgesteld goed. Hem werd ook gevraagd tegen 31 maart te
rapporteren over de middelen die de missie nodig had en zijn verdere plannen. Er moest alles aan gedaan worden
om het VN-plan snel uit te voeren. Op 1 juni zou de overgangsperiode moeten beginnen. De volksraadpleging
zou dan in oktober plaatsvinden en kort daarna kon MINURSO beëindigd worden. Het mandaat van de missie werd
alvast verlengd tot 31 mei. Daarna kon MINURSO's mandaat mogelijk uitgebreid worden.

## Verwante resoluties
- Resolutie 809 Veiligheidsraad Verenigde Naties (1993)
- Resolutie 907 Veiligheidsraad Verenigde Naties (1994)
- Resolutie 995 Veiligheidsraad Verenigde Naties
- Resolutie 1002 Veiligheidsraad Verenigde Naties (1995)

Lijst ·  970 ·  971 ·  972 ·  973 ·  974 ·  975 ·  976 ·  977 ·  978 ·  979 ·  980 ·  981 ·  982 ·  983 ·  984 ·  985 ·  986 ·  987 ·  988 ·  989 ·  990 ·  991 ·  992 ·  993 ·  994 ·  995 ·  996 ·  997 ·  998 ·  999 ·  1000 ·  1001 ·  1002 ·  1003 ·  1004 ·  1005 ·  1006 ·  1007 ·  1008 ·  1009 ·  1010 ·  1011 ·  1012 ·  1013 ·  1014 ·  1015 ·  1016 ·  1017 ·  1018 ·  1019 ·  1020 ·  1021 ·  1022 ·  1023 ·  1024 ·  1025 ·  1026 ·  1027 ·  1028 ·  1029 ·  1030 ·  1031 ·  1032 ·  1033 ·  1034 ·  1035